# Kathedrale von Kos und Nisyros

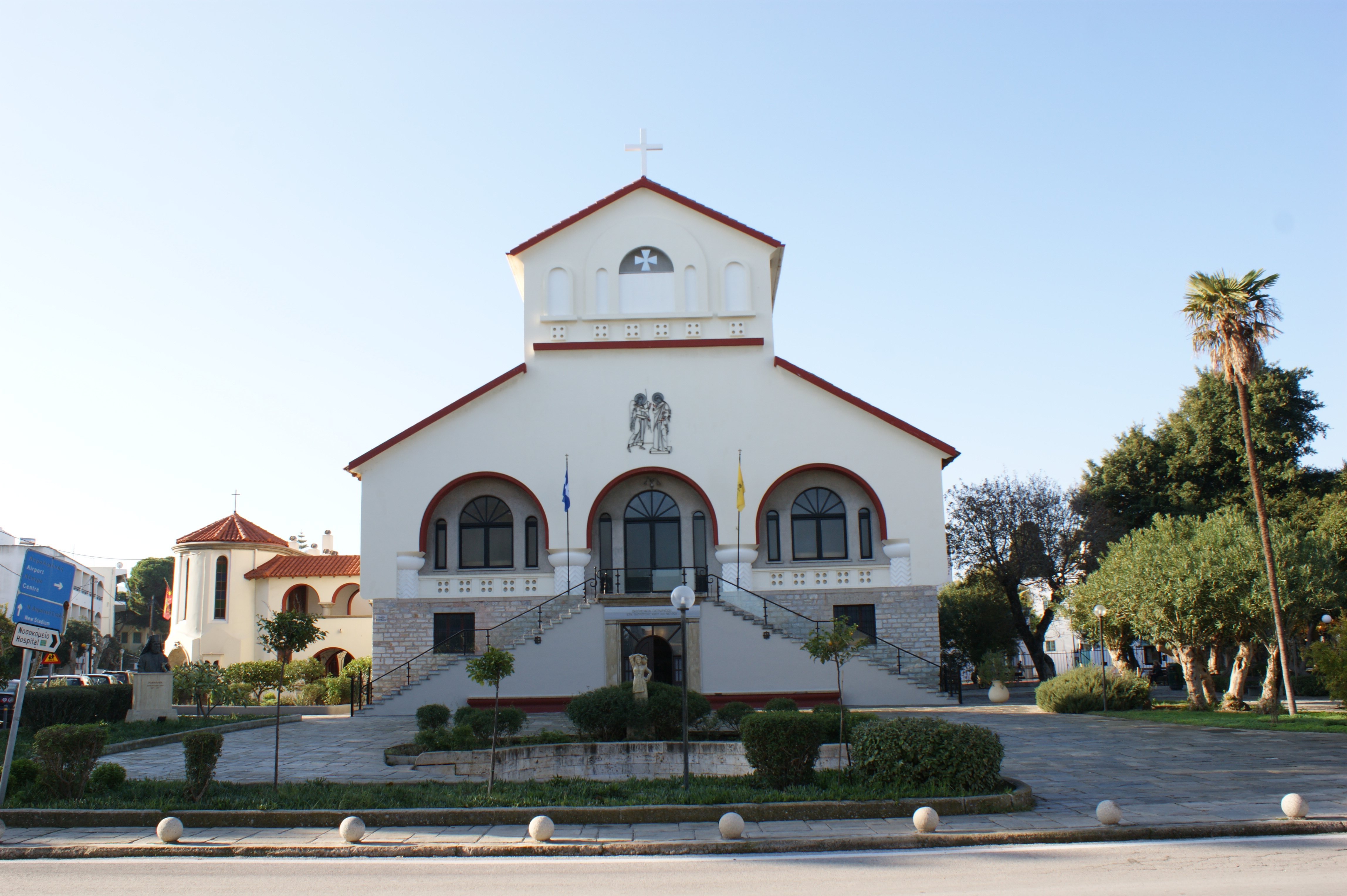
Kathedrale von Kos und Nisyros im Winter 2019

Das als Kathedrale von Kos und Nisyros (auch kurz: griechisch Ευαγγελισμός) bezeichnete Kirchengebäude befindet sich in der Stadt Kos (griechisch Κως [kɔs] (f. sg.)) auf der griechischen Insel Kos. Die Kirche ist nunmehr der Verkündigung Mariä (griechisch: Evangelismós) gewidmet und eine Gotteshaus der griechisch-orthodoxen Kirche.

## Lage
Die Kirche liegt am Hafen Mandarki inmitten des Platia Mitropoleos auf einer Fläche von rund 3500 m² etwa 5 Meter über dem Meeresspiegel. Das Grundstück ist von drei Seiten von Straßen umgeben. Nordöstlich befindet sich die Straße Akti Miaouli und das Hafenbecken, im Nordwesten die Straße Ippokratous und im Südosten die Straße Korai. Südwestlich, hinter der Kirche befindet sich das Krankenhaus von Kos.

## Gebäude
Das Kirchengebäude wurde 1928/1929 während der Zeit der italienischen Besetzung von Kos unter Gouverneur Mario Lago von Architekt Florestano Di Fausto als katholische Kirche Lamm Gottes errichtet. Im selben Gebäudekomplex befand sich auch eine Kirchenbibliothek, ein kleines Theater und eine Veranstaltungsraum für etwa 150 Personen. Der Gebäudekomplex sollte als neues religiöses Zentrum der Stadt Kos dienen und wurde außerhalb der damaligen Stadtgrenzen gebaut. Der Glockenturm war damals das höchste Gebäude der Stadt. Die ursprüngliche Funktion der Gebäude wurde auch in weiterer Folge weitgehend beibehalten.
Das Büro der Metropolie Kos und Nisyros befindet sich unter der Kirche (Halbgeschoss).
Südlich steht das zweistöckige Episkopio-Canonica, das ursprünglich dem katholischen Bischof als Unterkunft dienen sollte. Nunmehr leben darin die Bischöfe der griechisch-orthodoxen Kirche. Das kulturelle Zentrum im Norden beherbergt weiterhin den Mehrzweckraum mit Bühne und Bibliothek. In der Kirche befindet sich eine Sammlung an alten byzantinischen Ikonen.
2009/2010 wurde der ganze Gebäudekomplex generalsaniert.

## Metropolie von Kos und Nisyros
Der Geschichte nach soll der Apostel Paulus selbst Gründer der christlichen Kirche auf Kos sein. Er sei auf einer Rückreise nach Jerusalem über Kos gereist. Wann die Kirchenprovinz gegründet wurde, ist dennoch nicht genau bekannt.
Ursprünglich bestand nur die Metropolie Kos, seit 2004 wurde auch Nisyros angeschlossen. In dieser Kirchenprovinz gibt es 26 Pfarreien, 100 Kapellen und 16 Klöster.
Die Kathedrale von Kos und Nisyros gehört daher zur orthodoxen Metropolie von Kos und Nisyros, welche im Kirchengebäude auch den Sitz hat. Die Metropolie von Kos und Nisyros untersteht direkt dem Ökumenischen Patriarchat von Konstantinopel (griechisch Οικουμενικό Πατριαρχείο Κωνσταντινουπόλεως Oikoumenikó Patriarcheío Konstantinoupóleos, türkisch İstanbul Rum Ortodoks Patrikhanesi, auch Kirche von Konstantinopel).